# Oļegs Meļehs
Oļegs Meļehs (Riga, 24 maart 1982) is een Lets voormalig wielrenner. Hij is meervoudig Lets kampioen op de weg, in het tijdrijden en op de mountainbike.

## Overwinningen
2004
 Lets kampioen tijdrijden, Elite
 Lets kampioen op de weg, Elite
 Lets kampioen crosscountry, Elite
2005
 Lets kampioen crosscountry, Elite
2007
 Lets kampioen crosscountry, Elite
2008
Grote Prijs van Moskou
2009
 Lets kampioen op de weg, Elite

## Resultaten in voornaamste wedstrijden
| Jaar |  | WK op de weg |
| ---- |  | ------------ |
| 2008 |  | 75e          |
| 2009 |  | opgave       |

## Ploegen
- 2005- Rietumu Bank
- 2006- Rietumu Bank-Riga
- 2007- Rietumu Bank-Riga
- 2008- Dynatek-Latvia
- 2009- Meridiana-Kalev Chocolate Team
- 2010- Meridiana Kamen Team